# Čikola
Čikola – rzeka w Chorwacji, przepływająca przez Dalmację. Jest dopływem Krki.
Jej długość wynosi 39 km. Swe źródła ma w miejscowości Mirlović Polje na terenie Petrovego polja. W górnym biegu płynie rzez szeroką dolinę, a za Drnišem przez kanion. Jej najdłuższym dopływem jest Vrba. Do Krki wpada nieopodal Skradinskiego buku. 
Odcinek pomiędzy Drnišem a Parkiem Narodowym Krka od 1968 roku objęty jest ochroną przyrodniczą.

## Galeria zdjęć

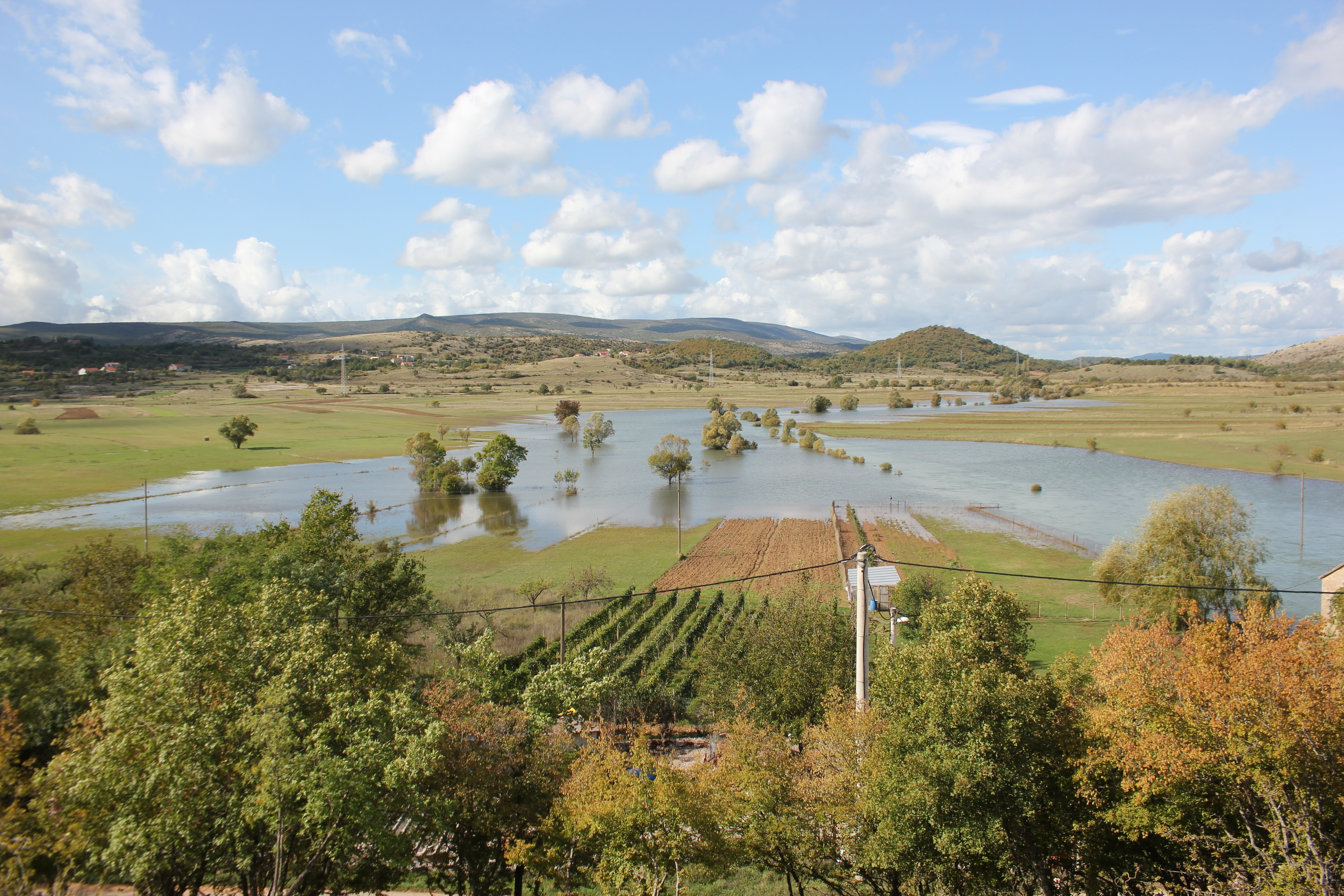
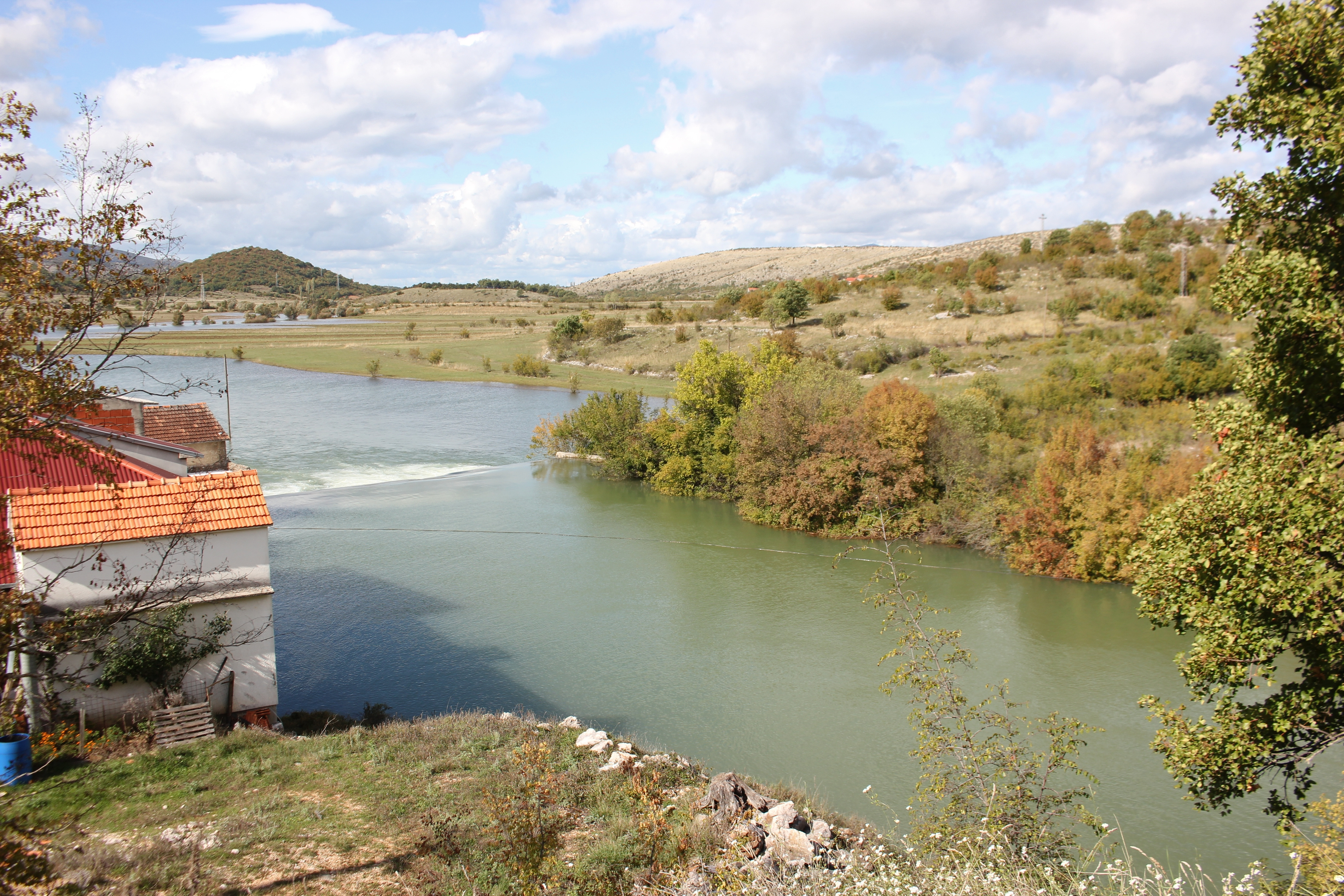
Nieopodal źródeł
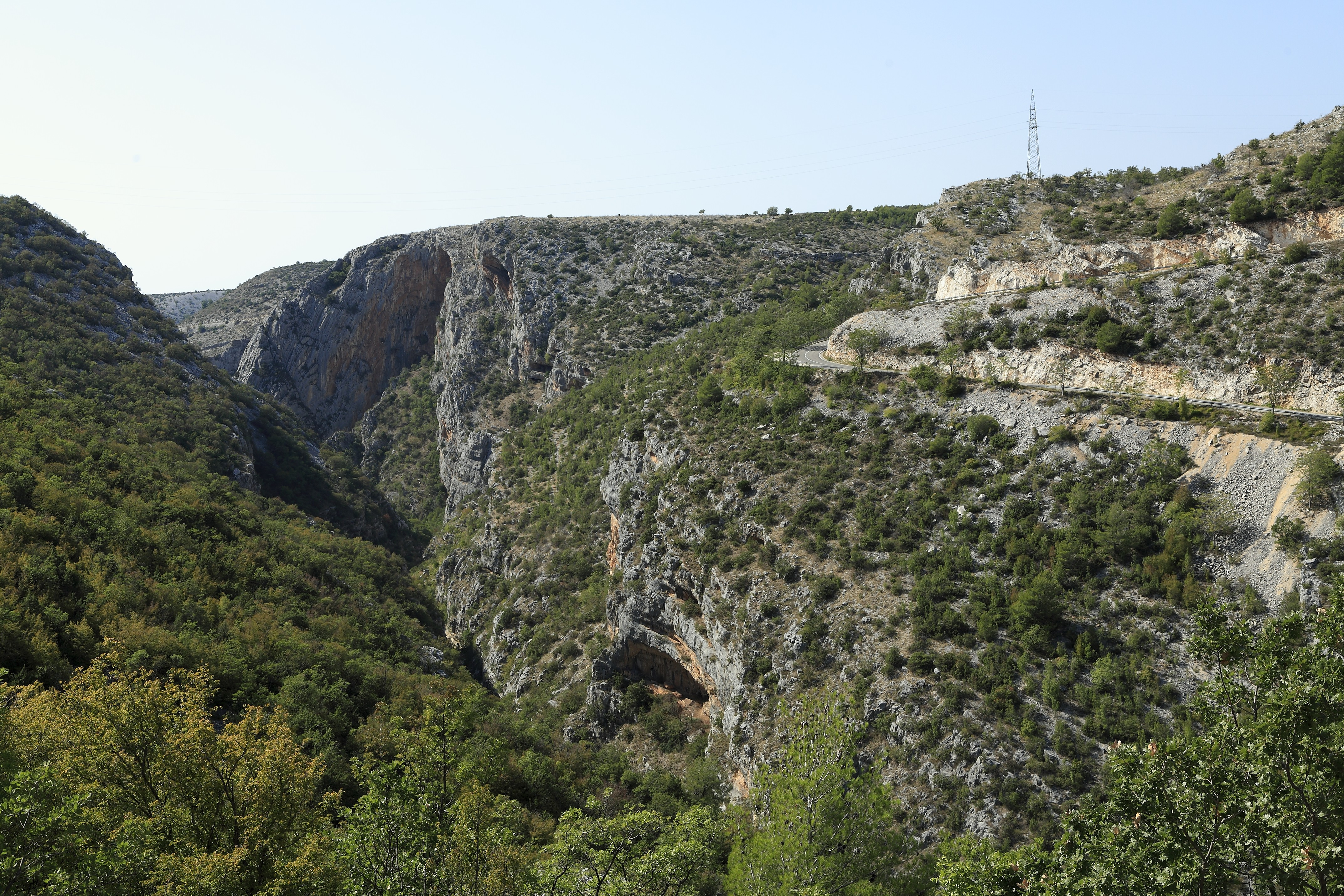
Kanion Čikoli